# ویتنی پیک
ویتنی پیک (انگلیسی: Whitney Peak؛ زادهٔ ۲۸ ژانویهٔ ۲۰۰۳) بازیگر اوگاندایی-کانادایی است.
از فیلم‌ها یا برنامه‌های تلویزیونی که وی در آن نقش داشته است می‌توان به ماجراجویی‌های هراس‌انگیز سابرینا، شعبده‌بازی ۲، بازی مالی، آی‌زامبی و در محاصره طوفان اشاره کرد.